# Monte Groppo Rosso
Il Monte Groppo Rosso è una montagna dell'Appennino ligure alta 1.597 metri. È situata nella città metropolitana di Genova, al confine con la provincia emiliana di Piacenza. 

## Accesso alla vetta
Per raggiungerlo sono disponibili tre percorsi: 
- Il primo parte da Rocca d'aveto o dal Prato cipolla e si ricongiunge presso il rifugio Astas, dopo di che un ultimo tratto nel bosco conduce alla sua sommità.
- Il sentiero che parte dalle Casette, una frazione posta sopra Santo Stefano d'Aveto, arriva al passo del Bocco, poi si incontra il bivio proveniente da Rocca o Roncolungo e prosegue con una salita terminale tra i faggi per arrivare sulla vetta.
- Il terzo sentiero proviene dal sovrastante monte Roncalla ed è quindi in discesa. vi si trovano due selle dalle quali si può godere di un buon panorama.

Dalla sua cima la vista spazia sull'Appennino circostante, sull'intera Val d'Aveto e sulla Pianura Padana.

## Tutela naturalistica
Il versante ligure della montagna è compreso nel Parco naturale regionale dell'Aveto.